# La Serbie ne doit pas s'arrêter
La Coalition autour du Parti progressiste serbe (en serbe cyrillique : Коалиција око Српске напредне странке ; en serbe latin : Koalicija oko Srpske napredne stranke), actuellement nommée La Serbie ne doit pas s'arrêter !, est une coalition politique serbe créée en 2012 par Tomislav Nikolić sous le nom de Donnons de l'élan à la Serbie.
Elle est successivement dénommée Donnons de l'élan à la Serbie (2012-2014), Un avenir dans lequel nous croyons (2014-2016), La Serbie gagne (2016-2020), Pour nos enfants (2020-2022) et Ensemble, nous pouvons tout faire (2022-2023).

## Membres
La coalition est constituée des partis et associations politiques suivants, :
| Parti | Parti | Abbr. | Idéologie                                     | Leader               | Sièges    | Adhésion |
| ----- | --- | ----- | --------------------------------------------- | -------------------- | --------- | -------- |
|       | Parti progressiste serbe Српска напредна странка Srpska napredna stranka                                      | SNS   | Conservatisme Populisme                       | Aleksandar Vučić     | 103 / 250 | 2012–    |
|       | Parti des retraités unis de Serbie Партија уједињених пензионера Србије Partija ujedinjenih penzionera Srbije | PUPS  | Défense des retraités Social-démocratie       | Milan Krkobabić      | 6 / 250   | 2016–    |
|       | Parti social-démocrate de Serbie Социјалдемократска партија Србије Socijaldemokratska partija Srbije          | SDPS  | Social-démocratie Europhilie                  | Rasim Ljajić         | 6 / 250   | 2014–    |
|       | Parti populaire serbe Српска народна партија Srpska narodna partija                                           | SNP   | Nationalisme serbe Euroscepticisme            | Nenad Popović        | 2 / 250   | 2016–    |
|       | Mouvement des socialistes Покрет социјалиста Pokret socijalista                                               | PS    | Populisme de gauche Nationalisme serbe        | Bojan Torbica        | 2 / 250   | 2012–    |
|       | Mouvement serbe du renouveau Српски покрет обнове Srpski pokret obnove                                        | SPO   | National-libéralisme Nationalisme civique     | Aleksandar Cvetković | 2 / 250   | 2014–    |
|       | Mouvement Force de la Serbie Покрет снага Србије Pokret snaga Srbije                                          | PSS   | Conservatisme sociétal Libéralisme économique | Bogoljub Karić       | 0 / 250   | 2012–    |
|       | Parti national paysan Народна сељачка странка Narodna seljačka stranka                                        | NSS   | Populisme National-conservatisme              | Marijan Rističević   | 1 / 250   | 2012–    |
|       | Parti paysan unifié Уједињена сељачка странка Ujedinjena seljačka stranka                                     | USS   | Agrarisme Populisme                           | Milija Miletić       | 1 / 250   | 2020–    |

## Anciens membres
| Parti | Parti | Abbr. | Idéologie                                                             | Leader             | Dates     |
| ----- | --- | ----- | --------------------------------------------------------------------- | ------------------ | --------- |
|       | Parti démocratique indépendant de Serbie Самостална Демократска странка Србије Samostalna Demokratska stranka Srbije | SDSS  | National-conservatisme Neutralité militaire                           | Andreja Mladenović | 2016–2018 |
|       | Nouvelle Serbie Нова Србија Nova Srbija                                                                              | NS    | National-conservatisme Populisme de droite                            | Velimir Ilić       | 2012–2017 |
|       | Parti démocrate-chrétien de Serbie Демохришћанска Странка Србије Demohrišćanska Stranka Srbije                       | DHSS  | Démocratie chrétienne Conservatisme sociétal                          | Olgica Batić       | 2014–2016 |
|       | Parti national bosniaque Бошњачка народна странка Bošnjačka narodna stranka                                          | BNS   | Défense des intérêts des Bosniaques du Sandjak Conservatisme sociétal | Mujo Muković       | 2012–2016 |
|       | Parti démocratique des Macédoniens Демократска партија Македонаца Демократска партија на Македонци                   | DSM   | Défense des intérêts des Macédoniens Social-démocratie                | Nenad Krsteski     | 2012–2014 |
|       | Parti rom Ромска партија Romani partija                                                                              | RP    | Défense des Roms de Serbie Social-démocratie                          | Srđan Šajn         | 2012–2014 |

## Résultats électoraux

### Élections législatives
| Année | Tête de liste    | Voix      | %     | Sièges    | Gouvernement                                |
| ----- | ---------------- | --------- | ----- | --------- | ------------------------------------------- |
| 2012  | Tomislav Nikolić | 940 659   | 24,05 | 73 / 250  | Dačić                                       |
| 2014  | Aleksandar Vučić | 1 736 920 | 48,35 | 158 / 250 | Vučić I                                     |
| 2016  | Aleksandar Vučić | 1 823 147 | 48,25 | 131 / 250 | Vučić II (2016-2017), Brnabić I (2017-2020) |
| 2020  | Ana Brnabić      | 1 953 998 | 60,65 | 188 / 250 | Brnabić II                                  |
| 2022  | Danica Grujičić  | 1 635 100 | 44,28 | 120 / 250 | Brnabić III                                 |
| 2023  | Miloš Vučević    | 1 783 701 | 46,75 | 129 / 250 | Vučević                                     |